# 32 км (зупинний пункт)
32 кіломе́тр — пасажирський залізничний зупинний пункт Лиманської дирекції Донецької залізниці.
Розташований між залізничною розв'язкою «північ-південь — схід-захід» (Сватове — Попасна, Родакове — Сіверськ) на півночі станційного поселення біля селища Комишуваха, Сіверськодонецький район, Луганської області на лінії Родакове — Сіверськ між станціями Світланове (3 км) та Ниркове (7 км).
Через військову агресію Росії на сході Україні транспортне сполучення припинене.